# Amira Hafner-Al Jabaji
Amira Hafner-Al Jabaji (* 1971 in Bern, Schweiz) ist eine Schweizer Islamwissenschaftlerin, Publizistin und Moderatorin. Sie erhielt unter anderem 2011 den Anna-Göldi-Menschenrechtspreis.

## Beruf
Amira Hafner-Al Jabaji ist Muslimin und hat irakische und deutsche Vorfahren. Sie studierte Islam- und Medienwissenschaften an der Universität Bern und arbeitet als Dozentin und freie Journalistin. Im Jahr 2008 gründete sie den interreligiösen Think-Tank 100frauen und übernahm die Präsidentschaft des unabhängigen Zusammenschlusses, der gesellschaftliche und religionspolitische Fragen diskutiert. Mitbegründerin war Doris Strahm von christlicher Seite. Den jüdischen Teil vertritt seit 2017 Annette M. Böckler. Hafner-Al Jabaji hat sich 2008 für den Schweizerpsalm als Nationalhymne der Schweizerischen Eidgenossenschaft ausgesprochen.
Hafner-Al Jabaji hat von 2015 bis April 2021 abwechselnd mit der Philosophin und Religionswissenschaftlerin Olivia Röllin die Sendung «Sternstunde Religion» des SRF moderiert. Daneben war sie von 2009 bis 2016 häufig Gast in den Sendungen Der Club und Arena.
Als erste Frau wurde Amira Hafner-Al Jabaji 2011 mit dem Anna-Göldi-Menschenrechtspreis ausgezeichnet, da sie sich für den konstruktiven Dialog zwischen Muslimen und Christen einsetzt. Fünf Jahre später erhielt sie den Fischhof-Preis der Gesellschaft Minderheiten in der Schweiz (GSM) und der Stiftung gegen Rassismus und Antisemitismus (GRA).

## Schriften (Auswahl)
- Interreligious Dialogue. Interreligiöser Think-Tank, Kölliken 2015.
- mit Doris Strahm, Li Hangartner (Hrsg.): Menschenrechte auf dem Prüfstand. Frauenrechte zwischen Religion, Kultur und Politik. Luzern 2017.